# Mas Solers
El Mas Solers és una obra de Rupià (Baix Empordà) protegida com a Bé Cultural d'Interès Local.

## Descripció
Es tracta d'una construcció situada al veïnat de Sobrevila, sud de la carretera GI-642, al costat del camí que hi porta. El Mas Rupiana, també conegut com a Mas Solés, mostra una tipologia d'arquitectura popular i tradicionals. Consta de planta baixa pis i golfes, i presenta una coberta a dues vessants amb el carener paral·lel a la façana. A l'extrem esquerre del frontis s'obre el portal d'accés, allindanat i emmarcat per carreus de pedra, on hi apareix l'anagrama de Crist gravat i la següent inscripció: "PETRUS RUPIANA ME FECIT, 1602". A l'altre extrem del frontis s'hi ubica un portal d'arc rebaixat de pedra, que juntament amb la resta d'obertures de la façana, van ser incorporades vers la dècada del 1930.

## Història
El casal comptava amb elements arquitectònics d'estil gòtic i renaixentista, tals com finestrals, portes o emblemes, que foren desmuntats i portats per l'arquitecte Massó a la casa dels Encesa de la urbanització de s'Agaró. El mas conegut com a Mas Rupiana s'estructura en una o vàries masoveries dels segles xiv i xv, que patiren un creixement als segles XVII i XVIII fins a formar una masia més gran. Quan es va produir aquesta consolidació, la coneguda masoveria va tapar la façana antiga del Mas Rupiana, conegut com a Mas Solés Ribot.